# 諾沃塞洛市鎮

諾沃塞洛市鎮在北马其顿的位置

諾沃塞洛市鎮是北馬其頓的一個市镇，行政中心为諾沃塞洛村，属于东南统计区，面積为237.45平方公里，2002年人口11,567。
該市镇北接贝罗沃市镇，西北面是博西洛沃市镇，西臨斯特魯米察市鎮，東鄰保加利亞，南毗希臘。

## 外部連結
- 官方网站